# Dawid Danino
Dawid Danino (hebr.: דוד דנינו, ang.: David Danino, ur. 1924 w Marrakeszu, zm. 7 czerwca 1990) – izraelski polityk, w latach 1984–1988 poseł do Knesetu z listy Narodowej Partii Religijnej (Mafdal).
W wyborach parlamentarnych w 1984 po raz pierwszy i jedyny dostał się do izraelskiego parlamentu.